# Szilágyi Fanni (filmrendező)
Szilágyi Fanni (Szeged, 1986. december 23. – ) magyar filmrendező és operatőr.

## Életpálya
Szilágyi Fanni a Színház- és Filmművészeti Egyetemen szerzett operatőri (BA) és filmrendezői (MA) diplomát. Tanulmányai során külföldi tapasztalatokat is szerzett, többek között Dániában és Belgiumban tanult film- és fotóművészetet. Pályája kezdetén rövidfilmjeivel hívta fel magára a figyelmet. A kamaszkor vége (2014) című filmjéért elnyerte a legjobb magyar rövidfilm díját a Friss Hús Filmfesztiválon, és szerepelt a Torontói Nemzetközi Filmfesztivál (TIFF) versenyprogramjában is. Későbbi rövidfilmjei, mint a Fehér farkas, Minden vonal és A csatárnő bal lába életveszélyes, több nemzetközi fesztiválon is bemutatásra kerültek. Az elmúlt években több magyar televíziós sorozatot is rendezett, köztük az Apatigris és az Ízig-vérig című sorozatokat. 2022-ben debütált első nagyjátékfilmje, a Veszélyes lehet a fagyi, amely több fesztiváldíjat is elnyert, legjelentősebb fesztivál szereplése a New York Film week, ahol Stork natasa hozta el a legjobb női főszereplő díját. 2022 óta az Eszterházy Károly Katolikus Egyetemen oktatja a filmrendezés gyakorlati alapjait.

## Filmográfia
- 2024 – A szomszéd tehene (TV-sorozat) – rendező
- 2022 – Apatigris (TV-sorozat) – rendező
- 2022 – Veszélyes lehet a fagyi – rendező
- 2020 – Orsi és Tenshinhan– rendező
- 2019 – Bátrak földje(TV-sorozat, 80 epizód) – rendező
- 2019 – Ízig-vérig (TV-sorozat, 6 epizód) – rendező
- 2016 – A csatárnő bal lába életveszélyes – rendező
- 2015 – Fehér farkas – rendező

## Díjak és elismerések
- Legjobb magyar rövidfilm – Friss Hús Filmfesztivál (2015, A kamaszkor vége)
- Magyar Filmkritikusok Díja (2016)A kamaszkor vége
- Jury’s Special Mention – Vilnius Film Festival (2016)A kamaszkor vége
- Simó Sándor-díj (2016, Minden vonal)
- Simó Sándor-díj (2016, A csatárnő bal lába életveszélyes)
- Legjobb sci-fi -közönségdíj 2020 Friss Hús Filmfesztivál
- Legjobb női rendező – LA Independent Women Film Awards (2022,Veszélyes lehet a fagyi)
- Legjobb női főszereplő (Stork Natasa) – New York Film Week (2022, Veszélyes lehet a fagyi)
- Legjobb operatőr díj (Gábor Szilágyi) – Magyar Operatőrök Társasága (2023,Veszélyes lehet a fagyi)